# یواس‌اس ادرویت (ام‌اس‌او-۵۰۹)
یواس‌اس ادرویت (ام‌اس‌او-۵۰۹) (به انگلیسی: USS Adroit (MSO-509)) یک کشتی بود که طول آن ۱۷۲ فوت ۱۱٫۵ اینچ (۵۲٫۷۱۸ متر) بود. این کشتی در سال ۱۹۵۵ ساخته شد.